# Словенски Гроб
Словенски Гроб (слч. Slovenský Grob) насељено је мјесто са административним статусом сеоске општине (слч. obec) у округу Пезинок, у Братиславском крају, Словачка Република.

## Становништво
| Година:    | 1994. | 2004.    | 2014.    | 2024.     |
| ---------- | ----- | -------- | -------- | --------- |
| Број људи: | 1737  | 1925     | 2616     | 6133      |
| Разлика:   |       | +10,82 % | +35,89 % | +134,44 % |

| Година:    | 2023. | 2024.   |
| ---------- | ----- | ------- |
| Број људи: | 5934  | 6133    |
| Разлика:   |       | +3,35 % |

Према подацима о броју становника из 2011. године насеље је имало 2.192 становника.